# Dragoslav Mihajlović
Pour les articles homonymes, voir Mihajlović.
Dragoslav Mihajlović (né le 13 décembre 1906 à Aleksinac dans le royaume de Serbie, et mort le 18 juin 1978 à Sale en Australie) est un joueur de football international yougoslave, qui jouait au poste de défenseur.

## Biographie
Il participe avec l'équipe du royaume de Yougoslavie à la coupe du monde 1930 en Uruguay, sélectionné par l'entraîneur yougoslave Boško Simonović. La Yougoslavie finit dans le groupe B avec le Brésil et la Bolivie, et parvient jusqu'en demi-finale. Mihajlović dispute les trois matchs disputés par son pays lors du tournoi.